# Mölnlycke station
Mölnlycke station är en järnvägsstation i Mölnlycke som ligger vid Kust till kust-banan. Stationen öppnade 1894. Vid stationen stannar Västtågen som går mellan Göteborg C och Borås C. Det fanns ett stationshus vid stationen, men det revs år 2013.